# Faro delle Formiche di Grosseto
Il faro delle Formiche di Grosseto è un faro marittimo del mar Tirreno che si trova nel territorio comunale di Grosseto, sulla Formica Grande delle Formiche di Grosseto. Ad alimentazione fotovoltaica ed a luce ritmica, è dotato di una lampada LABI da 100 W, che emette un lampo bianco ogni 6 secondi della portata di 11 miglia nautiche.

## Storia
Il faro, risalente al 1901, venne attivato dalla Marina Militare (all'epoca Regia Marina) per l'illuminazione degli isolotti delle Formiche. Il suo aspetto attuale è stato conferito da una ristrutturazione avvenuta nel 1919.

## Architettura
L'infrastruttura è costituita da una torre a sezione circolare in muratura bianca con galleria interna, che si eleva addossata alla parte centrale della facciata anteriore di un fabbricato a pianta rettangolare, disposto su un unico livello e anch'esso con pareti in muratura bianca, che in passato ospitava le abitazioni dei guardiani prima della sua definitiva automatizzazione.
La parte sommitale della torre costituisce la base del tiburio della lanterna metallica grigia, anch'essa a sezione circolare.